# 世界科学工作者联合会
世界科学工作者联合会（英語：World Federation of Scientific Workers，缩写为WFSW）是一个由世界各国科学工作者组织组成的国际联合会。1946年7月20日—21日，该组织在英国伦敦成立；总部设于法国巴黎。它是与联合国教育、科学及文化组织建立正式合作关系的非政府组织。该组织的宗旨是在国际层面参与有关科学应用以及科学家的权利、义务和社会责任的事务。该组织反对任何国家进行核试验。有评论认为，该组织在冷战时期是共产主义外围组织。